# Tenteling
Tenteling település Franciaországban, Moselle megyében. Lakosainak száma 1041 fő (2022. január 1.). Tenteling Bousbach, Diebling, Folkling, Nousseviller-Saint-Nabor és Théding községekkel határos.

## Népesség
A település népessége az elmúlt években az alábbi módon változott:
| Lakosok száma | 1053 | 1065 | 1114 | 1077 | 1068 | 1060 | 1051 | 1046 | 1041 |
|               | 2013 | 2015 | 2016 | 2017 | 2018 | 2019 | 2020 | 2021 | 2022 |